# バック・イン・ザ・サドル・アゲイン
「バック・イン・ザ・サドル・アゲイン (Back in the Saddle Again)」は、アメリカ合衆国のカウボーイ・エンターテイナー、ジーン・オートリー (Gene Autry) の代表曲（シグネチャー・ソング：signature song）。この曲は、オートリーと、レイ・ホイットリー (Ray Whitley) の共作として書かれ、1939年に最初にリリースされた。この曲は、オートリーに生涯ついて回ることになり、1976年に刊行されたオートリーの自叙伝の書名にもなった。

## おもなカバー
- 2010年：スリム・ホイットマン (Slim Whitman) が、アルバム『Twilight on the Trail』にこの曲を収録した。

## 栄誉
- 1997年：この曲はグラミーの殿堂入りを果たした。
- 2001年：アメリカレコード協会 (RIAA) が選定した人々による投票によって20世紀の世紀の歌のリストが作成された際には、この曲は98位にランクされた。
- 2012年：アメリカ西部作家連盟 (Western Writers of America) の会員たちは、史上最高の西部の歌トップ100 (the Top 100 Western songs of all time) を選ぶ投票を行ない[3]、第5位にこの曲を選出した[4]。